# 安德拉奇
安德拉奇（西班牙語：Andrach）是西班牙巴利阿里群岛的一个市镇。总面积82平方公里，总人口7753人（2001年），人口密度95人/平方公里。